# 小行星2632
小行星2632（2632 Guizhou），又称为贵州星，是由紫金山天文台在1980年11月6日发现的主带小行星。
該小行星以中国的省份贵州省命名。